# Сокол Олександр Вікторович
Олекса́ндр Ві́кторович Со́кол (*1 березня 1944, Херсон) — український музикознавець. Член Спілки композиторів України (від 1987). Доктор мистецтвознавства, професор.

## Біографічні дані
Олександр Вікторович Сокол народився 1 березня 1944 року в місті Херсоні (Херсонська область, Україна). У вересні 1950 року був прийнятий до середньої школи № 13 міста Херсону. Під час навчання в середній школі займався в Херсонській музичній школі № 1 (1956—1959 рр.) за спеціальностями: «баян» — у Ващенка І. Ф., «композиція» — у В. В. Павковича і «теорія музики — у О. С. Штейнберга. Закінчивши достроково (за 4 роки) музичну школу, у 1959 році вступив до Одеського музичного училища за спеціальністю „народні інструменти“, яке закінчив з відзнакою у 1963 році. Під час навчання в училищі, з 1960 по 1965 роки працював артистом оркестру Одеського російського драматичного театру імені А. Іванова.
З 1963 року — студент Одеської державної консерваторії імені А. В. Нежданової (спеціалізація „баян“). В 1968 році, після закінчення з відзнакою ОДК, одержав призначення на роботу в Одеське культурно-освітнє училище, в якому працював до 1971 року і звільнився у зв'язку з переходом на роботу в Одеську державну консерваторію імені А. В. Нежданової. З 1968 по 1970 роки навчався на заочному відділенні Одеської консерваторії за фахом „музикознавство“, закінчивши яку одержав диплом з відзнакою і був рекомендований до аспірантури.
З 1969 року працював в Одеській державній консерваторії імені А. В. Нежданової на посаді викладача кафедри теорії музики та композиції, з 1975 року — старшого викладача. 1971 року вступив до аспірантури Київської державної консерваторії імені П. І. Чайковського за фахом „теорія музики“ (науковий керівник — професор Н. О. Герасимова-Персидська), яку закінчив у 1975 році. В 1977 році захистив кандидатську дисертацію та отримав вчений ступінь кандидата мистецтвознавства.
1977 року призначений виконуючим обов'язки, а 1978 року — обраний завідувачем кафедри теорії музики та композиції Одеської державної консерваторії. На цю посаду був переобраний у 1985-му, 1989-му, 1990-му, 1996-му, 2001-му, 2006-му, 2011-му роках. 1980 року затверджений у вченому званні доцента. Протягом 1983—1985 років перебував на посаді старшого наукового співробітника; 1986—2000 років — працював на посаді проректора з навчальної роботи Одеської державної консерваторії. В 1987 році був прийнятий до Спілки композиторів СРСР (на теперішній час — Одеська організація Національної спілки композиторів України). З 1990 по 1995 роки був обраний народним депутатом районної Ради Центрального району міста Одеси.
1991 року затверджений у вченому званні професора. 1992 року за наукову роботу „Структура музикознавства“ одержав Диплом і другу премію Міністерства культури і мистецтв України.
1996 року захистив докторську дисертацію і отримав вчений ступінь доктора мистецтвознавства за спеціальністю 17.00.03 „Музичне мистецтво“.
У грудні 1997 року обраний членом-кореспондентом Академії мистецтв України (відділ теорії та історії мистецтв) і академіком Академії наук Вищої школи (зараз — освіти) України (відділ філології і мистецтвознавства).
1998 року призначений членом робочої групи Міністерства культури і мистецтв України з розробки складових нормативного та навчально-методичного забезпечення підготовки фахівців освітньо-кваліфікаційного рівнів бакалавр, спеціаліст, магістр. 09 грудня 1998 року Постановою президії Вищої атестаційної комісії України за номером 06-76-06/397 призначений членом Експертної ради ВАК України з мистецтвознавства (перебував до 2001 року).
13 квітня 2000 року Наказом Міністерства культури і мистецтв України за номером 171-х призначений виконуючим обов'язки ректора Одеської державної консерваторії імені А. В. Нежданової. З 20 червня 2000 року — ректор Одеської державної консерваторії (відповідно до виборів колективу ОДК та контракту з Міністром культури та мистецтв України).
2000 року обраний Головою Одеського відділення Національної Всеукраїнської музичної спілки України. В 2001 році став Президентом Одеського благодійного фонду імені Еміля Гілельса (до теперішнього часу). У тому ж році став Генеральним директором Першого Міжнародного конкурсу піаністів пам'яті Еміля Гілельса.
2001 року Сокол О. В. нагороджений Почесним дипломом Президії Академії мистецтв України „За вагомий внесок у підготовку фахівців музичного мистецтва“ та Почесною грамотою Управління освіти і науки Одеської обладміністрації „За багаторічну наукову діяльність, особливі заслуги“.
2003 року — Сокол О. В. — Генеральний директор Другого Міжнародного конкурсу піаністів пам'яті Еміля Гілельса. Конкурс прийнято до Української асоціацій Міжнародних конкурсів. У вересні 2004 року — член оргкомітету і член журі Міжнародного конкурсу скрипалів імені Д. Ойстраха (Одеса, 7-18 вересня). У жовтні 2004 року обраний Головою Одеської організації Національної спілки композиторів України.

## Діяльність

### Редакторська діяльність
Сокол О. В. є ініціатором створення і головним редактором історичної збірки матеріалів „Одеській державній музичній академії ім. А. В. Нежданової — 90“, головним редактором щорічного фахового наукового „ваківського“ вісника Одеської музичної академії „Музичне мистецтво і культура“ (з 2000 року). Організував перший випуск та є членом редколегії газети Одеської музичної академії „Музичний вісник“ (з 2003 року). Сокол О. В. — головний редактор і автор 2-х статей збірника „Николай Огренич — человек, певец, ректор“: Статьи, воспоминания, материалы» (Одеса: Астропринт, 2009)

### Творча діяльність
Олександр Вікторович Сокол створив композиторські твори, а саме: мюзикли і музику до драматичних постанов (у співдружності з композитором І. Голубєвим): дитячу оперету «Вероніка», мюзікл «Чудя, Пугач и Шатало»; музику до театральних вистав — «Цезар і Клеопатра» (за п'єсою Б. Шоу), «Синее небо, а в нем облака» (В. Арро), «Принцесса на горошине» (за казкою А. Андерсена), «Иван да Марья». Вистави пройшли в Одеському російському драматичному театрі імені А. Іванова, Одеському театрі музичної комедії, Одеському українському музично-драматичному театрі імені В. Василька.
Сокол О. В. створив також хорові твори, пісні, п'єси для оркестру народних інструментів, вокально-інструментальних ансамблів, ансамблю бандуристок. Створив гімн Одеської консерваторії, гімни декількох ВНЗ Одеси.
Двічі — лауреат Республіканських пісенних конкурсів композиторів (1994, 1995)

## Наукова діяльність

### Монографії та статті
- Сокол А. В. Исполнительские ремарки, образ мира и музыкальный стиль. Монография / А. В. Сокол. — Одеса: Моряк, 2007. — 275 с.
- Сокол О. В. Музичні ремарки, світообраз і музичний стиль. Рукопис / О. В. Сокол. — Одеса, 2011.
- Сокол О. В. Одеській державній музичній академії імені А. В. Нежданової — 95! / О. В. Сокол // Музыкальный вестник: Газета Одесской государственной музыкальной академии имени А. В. Неждановой. — Одеса: Одеський друкарський двір, 2008. — № 13-14. — С. 2-3.
- Сокол О. В. Сподіваємось, що наші пропозиції будуть враховані / О. В. Сокол // Музыкальный вестник: Газета Одесской государственной музыкальной академии имени А. В. Неждановой. — Одеса: Одеський друкарський двір, 2009. — № 15-16. — С. 2-3.
- Сокол А. Победы и перспективы: В Одессе состоялся Первый международный конкурс вокалистов памяти А. В. Неждановой / А. Сокол // Музыкальный вестник: Газета Одесской государственной музыкальной академии имени А. В. Неждановой. — Одеса: Одеський друкарський двір, 2011. — № 19-20. — С. 2-5.
- Александр Сокол. Ольга Оганезова. «Памяти великой певицы»: про Перший Міжнародний конкурс вокалістів пам'яті А. В. Нежданової / Александр Сокол. Ольга Оганезова // Журнал «Фаворит». — 2010, № 04 (42). — Квітень. — С. 60-61.
- «Одеська державна музична академія». Проспект ОДМА імені А. В. Нежданової [вступ. стаття Сокола О. В.]. — Астропринт, 2008. — С. 3-5.
- Сокол А. Выдающийся певец, ректор Одесской консерватории Николай Огренич / А. Сокол // Николай Оргренич — человек, певец, ректор: статьи, воспоминания, материалы [ред. кол. : А. В. Сокол (гл. ред.), А. И. Самойленко, Г. А. Поливанова и др.]. — Одесса: Астропринт, 2009. — С. 9-Сокол А. Николай Огренич — руководитель и человек (штрихи к портрету) / А. Сокол // Николай Оргренич — человек, певец, ректор: статьи, воспоминания, материалы [ред. кол. : А. В. Сокол (гл. ред.), А. И. Самойленко, Г. А. Поливанова и др.]. — Одесса: Астропринт, 2009. — С. 61-63.
- Сокол А. Одесская школа оперного искусства признана одной из лучших: В Одессе состоялся Первый международный конкурс вокалистов памяти Антонины Неждановой / А. Сокол // Фаворит. — 2010. — № 10 (48). — С. 30-32.

### Наукові праці, видання, публікації
- Типологія простої, складної та синтетичної фактури в творах І. Стравинского: Дисс… канд. мист.. — Одеса, 1977. — 7 др. арк.
- Інтонаційні вправи та імпровізація на заняттях по сольфеджіо: Методичні рекомендації з курсу «Сольфеджіо» для ДМШ, музучилищ і консерваторій. — Одеса, 1980. — 7.75 др. арк.
- Структура музикознания. Учебное пособие по курсу «Введение в музыкознание» / Всесоюзный методический кабинет по учебным заведениям искусства и культуры. — Москва, 1991. — 3 п.л.
- Експрессивно-стилистические ремарки и музыкальный стиль / Республ. методкабинет учебных заведений искусства и культуры України. — Київ, 1992. — 5,25 п. л.
- Музыкальная культура как предмет музыковедения // Одесский музыковед' 93. — Одесса: Моряк, 1993. — С. 91-99
- Теория музыкальной артикуляции: монография / Рец. докт. мистецтв. Котляревський І. А.; Ред. канд. мистецтв. Ю. Семенов. — Одесса: ОКФА, 1996. — 204 с.
- Стилистика музыкальной речи и терминологические ремарки / Дисс… доктора искусствоведения. — Одесса, 1996. — 18,2 др.арк. — 384 с.
- Интонационно-художественный образ мира // Культурологические проблемы музыкальной украинистики. — В. 3: Вопросы музыкальной семантики. — Одесса, 1998. — С. 8-16.
- Проблеми становлення наукової еліти в галузі мистецтвознавства // Мистецтвознавство України: Збірник наукових праць / Академія мистецтв України. Випуск перший. — Київ: Спалах, 2000. — С. 305—311.
- Исполнительские ремарки, образ мира и музыкальный стиль: монографія. — Одеса: Моряк, 2007. — 276 с.
- Програма курсу «Логіка і основи наукових досліджень» для магістеріуму / ОДМА. — 2007. Рукопис. — 11 с.
- Сокол А. Победы и перспективы: В Одессе состоялся Первый международный конкурс вокалистов памяти А. В. Неждановой / Музыкальный вестник: Газета Одесской государственной музыкальной академии им. А. В. Неждановой. –2011. — № 19-20. — С. 2-5.

## Нагороди
- ПОЧЕСНА ГРАМОТА Південного наукового центру Національної академії наук України і Міністерства освіти та науки України та Ради ректорів вищих навчальних закладів (з нагоди Дня науки України та за багаторічну наукову діяльність) (Одеса, 16 травня 2003 року).
- ПОЧЕСНА ГРАМОТА Кабінету Міністрів «За вагомий особистий внесок у розвиток національної культури і мистецтва» (20 листопада 2003 року).
- ГРАМОТА Управління з питань культури та мистецтв Одеської міської ради «За високопрофесійну плідну працю» (Одеса,2003).
- ПОДЯКА Начальника Управління культури Одеської обласної державної адміністрації «За практичну допомогу в організації та проведенні обласних конкурсів молодих композиторів» (Одеса, 2005).
- ПОЧЕСНЕ ЗВАННЯ «заслужений діяч мистецтв України». Посвідчення № 951. Наказ Президента України від 1 березня 2004 року № 260.
- ПОЧЕСНА ГРАМОТА Одеської обласної ради «За організацію і проведення ІІІ Міжнародного конкурсу піаністів пам'яті Еміля Гілельса» (Одеса, 2007).
- «ПОЧЕСНА ВІДЗНАКА» Одеської обласної ради (від 19 листопада 2008 року).
- «ПОДЯКА» Голови Одеського обкому профспілки працівників культури України «За самовіддану плідну працю» (26 листопада 2008 року).
- ДИПЛОМ лауреата конкурсу «Твої імена, Одесо!» і грошова премія Одеського міського голови Едуарда Гурвіца (січень, 2009 року).
- ОРДЕН «ЗА ЗАСЛУГИ» ІІІ ступеня (Наказ Президента України № 977/2009 від 30 листопада 2009 року).
- ДИПЛОМ щорічного рейтингу популярності людей та подій Одеси «Народне визнання». Ректор ОДМА імені А. В. Нежданової Олександр Сокол (Одеса, грудень 2009 року).
- ОРДЕН «ЗА ЗАСЛУГИ» II ступеня, вересень 2013

## Електронні джерела
- Відкрита Україна
- національна музична академія ім. А. В. Нежданової[недоступне посилання з липня 2019]